# بازده نزولی

نمودار بازده نزولی که در آن سه ناحیهٔ بازده افزایشی، بیشینهٔ بازده، و کاهش بازده نشان داده شده‌اند.

در علم اقتصاد، بازده نزولی (به انگلیسی: diminishing returns) یا بازگشت کاستگرای به معنای کاهش در خروجی نهایی (افزایشی) یک فرایند تولید است، زیرا مقدار یک تک عامل تولید به‌صورت افزایشی افزایش می‌یابد، با فرض ثابت بودن سایر عوامل تولید (سِتریس پِریبوس). قانون بازده نزولی (که با نام قانون کاهش بهره‌وری حاشیه‌ای نیز شناخته می‌شود) بیان می‌کند که در یک فرایند تولیدی، اگر یک عامل تولید به افزایش خود ادامه دهد، در حالی که سایر عوامل تولید ثابت نگه داشته می‌شوند، در نقطه‌ای، یک واحد افزایشی دیگر از ورودی، مقدار کمتری از خروجی را برمی‌گرداند. قانون بازده نزولی به معنای کاهش در قابلیت‌های کلی تولید نیست؛ بلکه نقطه‌ای را روی منحنی تولید تعریف می‌کند که در آن تولید یک واحد اضافی از خروجی منجر به سود کمتری خواهد شد. تحت بازده نزولی، خروجی مثبت باقی می‌ماند، اما بهره‌وری و کارایی کاهش می‌یابد.
در نهایت قانون بازده نزولی می‌گوید افزایش برخی از عوامل تولید نسبت به سایر عوامل تولید که مقدارشان ثابت است باعث می‌شود کل محصول افزایش یابد؛ ولی پس از نقطه‌ای محصول اضافی ای که به دنبال افزایش واحدهای اضافی عوامل تولید به دست می‌آید روبه کاهش می‌گذارد. این کاهش بازده اضافی نتیجه این امر است که مقادیر تازه از منابع متغیر به تدریج با مقدار کمتری از منابع ثابت ترکیب می‌شود.